# Università della Città di Manila
L'Università della Città di Manila (Filippina: Pamantasan ng Lungsod ng Maynila; detta anche PLM) è un'università pubblica.

## Storia
Fondata il 19 giugno del 1965.

## Organizzazione
I campus ospitano varie facoltà in ogni settore.